# Campeonato Europeo de Baloncesto Femenino de 1970
El XII Campeonato Europeo de Baloncesto Femenino se celebró en Róterdam y Leeuwarden (Países Bajos) entre el 11 y el 19 de septiembre de 1970 bajo la denominación EuroBasket Femenino 1970. El evento fue organizado por la Confederación Europea de Baloncesto (FIBA Europa) y la Federación Neerlandesa de Baloncesto.
Un total de doce selecciones nacionales afiliadas a FIBA Europa compitieron por el título europeo, cuyo anterior portador era el equipo de la Unión Soviética, vencedor del EuroBasket 1968. 
La selección de la Unión Soviética se adjudicó la medalla de oro al derrotar en la final al equipo de Francia con un marcador de 94-33. En el partido por el tercer puesto el conjunto de Yugoslavia venció al de Bulgaria.

## Plantilla del equipo campeón
- Unión Soviética:

Ljudmila Kuznecova, Zinaida Kobzeva, Ljudmila Švecova, Lidija Guseva, Tat'jana Ovečkina, Ljudmila Kukanova, Viktorija Dmitrieva, Nadežda Zacharova, Galina Voronina, Ljudmila Bubčikova, Uliana Semiónova, Nelli Ferjabnikova. Seleccionadora: Lidia Alekséyeva